# Белорецкий редут
Белорецкий редут — сторожевое укрепление XVIII века на Колывано-Кузнецкой оборонительной линии. Памятник военно-инженерного искусства. Находится в Чарышском районе Алтайского края, в 500 метрах от Белорецкого кордона Тигирекского заповедника, где ранее находилось село Белорецк, на левом берегу реки Белой. 
Постановлением Алтайского краевого Законодательного Собрания «Об историко-культурном наследии Алтайского края» № 169 от 28.12.1994 поставлен на государственную охрану как объект культурного наследия России. В постановлении отнесен к Змеиногорскому району.

## Описание объекта
Редут расположен в темнохвойной пихтовой тайге. Остатки укреплений скрыты высокой травянистой растительностью. 
Укрепление представляет собой правильный прямоугольник из вала со рвом со сторонами 27 на 24 метра. На восточной, обращённой к реке стороне имеются одни ворота шириной 7 метров. Вал редута узкий и низкий (60-70 см). Глубокий ров шириной 9 метров, стенки не обрушены.
Ров Белорецкого форпоста ранее питал естественный ручей Слесарка.